# Mladen Paić
Mladen Paić, hrvaški kemik, fizik, inženir in akademik, * 12. december 1905, Zagreb, Kraljevina Hrvaška in Slavonija, Avstro-Ogrska, † 8. julij 1997, Zagreb, Hrvaška.

## Dela
- Fizikalna merjenja
- Uporaba Deby Schererove metode pri kemičnih procesih
- Étude des sulfates mercuriques á l'aide des rayons X